# Pithoviridae
Pithoviridae es una familia de virus gigantes morfológicamente similares que infectan protistas. Contiene 7 géneros. La primera especie descrita fue Pithovirus sibericum en el 2014 después de que un espécimen fuera revivido del permafrost siberiano de 30 000 años de antigüedad. Más adelante nuevos pitovirus han ido apareciendo llegando a describirse 6 géneros adicionales.

## Descripción
El nombre de la familia Pithoviridae, hace referencia a los grandes contenedores de almacenamiento de la antigua Grecia conocidos como pithoi, fue elegido para describir la nueva familia y el género Pithovirus. Los pitovirus miden aproximadamente 1,5  μm (1500 nm) de longitud y 0,5 μm (500 nm) de diámetro, lo que lo convierte en el virus más grande encontrado hasta ahora. Son un 50% más grande en tamaño que Pandoravirus, los virus anteriores más grandes conocidos, son más grande que Ostreococcus, la célula eucariota más pequeña, aunque Pandoravirus tiene el genoma viral más grande, que contiene de 1,9 a 2,5 megabases de ADN.
Los pitovirus tienen una pared gruesa y ovalada con una abertura en un extremo. Internamente, su estructura se asemeja a un panal de abejas. El genoma de los pitovirus contiene 500 genes distintos, más que un virus típico pero mucho menos que las 2556 supuestas secuencias de codificación de proteínas que se encuentran en Pandoravirus. Por lo tanto, su genoma está mucho menos denso que cualquier otro virus conocido. Dos tercios de sus proteínas son diferentes a las de otros virus. A pesar de la similitud física con Pandoravirus, la secuencia del genoma de los pitovirus revela que no está relacionado con ese virus, sino con las familias Marseilleviridae, Iridoviridae y Ascoviridae. Todas estas familias contienen grandes virus icosaédricos con genomas de ADN. El genoma de los pitovirus tiene un contenido de GC del 36 % , similar al de Megavirus, en contraste con más del 61 % de Pandoravirus.

El genoma de los pitovirus es circular de ADN bicatenario de aproximadamente 610,000 pares de bases (pb), que codifica aproximadamente 467 marcos de lectura abiertos (ORF), que se traducen en 467 proteínas diferentes. El genoma codifica todas las proteínas necesarias para producir ARNm; estas proteínas están presentes en los viriones purificados de los pitovirus, por lo tanto, se somete a todo su ciclo de replicación en el citoplasma de su huésped, en lugar del método más típico de apoderarse del núcleo celular del huésped.
Se ha estimado que la tasa de mutación del genoma es de  {\displaystyle 2,23*10^{6}} sustituciones/sitio/año. Los autores han sugerido que estos virus evolucionaron hace al menos cientos de miles de años.

## Géneros
Se han descrito los siguientes géneros:
- Cedratvirus
- Pithovirus
- Solivirus
- Solumvirus
- Sissivirus
- Misannotadedvirus